# Vincent and the Doctor
"Vincent and the Doctor" (intitulado "Vincent e o Doutor" no Brasil) é o décimo episódio da quinta temporada da série de ficção científica britânica Doctor Who, transmitido originalmente através da BBC One e BBC HD em 5 de junho de 2010. Foi escrito por Richard Curtis e dirigido por Jonny Campbell.
Na história, intrigado por uma figura sinistra na pintura A Igreja de Auvers de Vincent van Gogh, o alienígena viajante do tempo conhecido como o Doutor (Matt Smith) e sua acompanhante Amy Pond (Karen Gillan) voltam no tempo para conhecer o pintor (Tony Curran) e descobrem que a Provença está sendo atormentada por uma criatura invisível, conhecida como Krafayis, que apenas  van Gogh pode ver. O Doutor e Amy trabalham com ele para derrotar a criatura, mas em sua tentativa de fazer com que o artista perceba seu legado trazendo-o para o futuro, eles descobrem que nem todo o tempo pode ser reescrito e que existem alguns males que estão fora do alcance do Doutor.
Curtis, inspirado pelo fato de Van Gogh nunca saber que seria famoso, tinha a ideia de um episódio centrado nele. Ele deixou o roteiro aberto a críticas da equipe de produção e, como resultado, fez muitas revisões. O roteirista queria retratá-lo com sinceridade, em vez de ser cruel escrevendo piadas sobre sua doença mental. A maior parte do episódio foi filmada em Trogir, Croácia, e muitos dos cenários foram modelados a partir das pinturas de van Gogh. Foi assistido por 6,76 milhões de telespectadores e teve uma recepção principalmente positiva. Os revisores elogiaram o desempenho de Curran, mas acharam que o Krafayis não era um monstro suficientemente ameaçador.

## Enredo

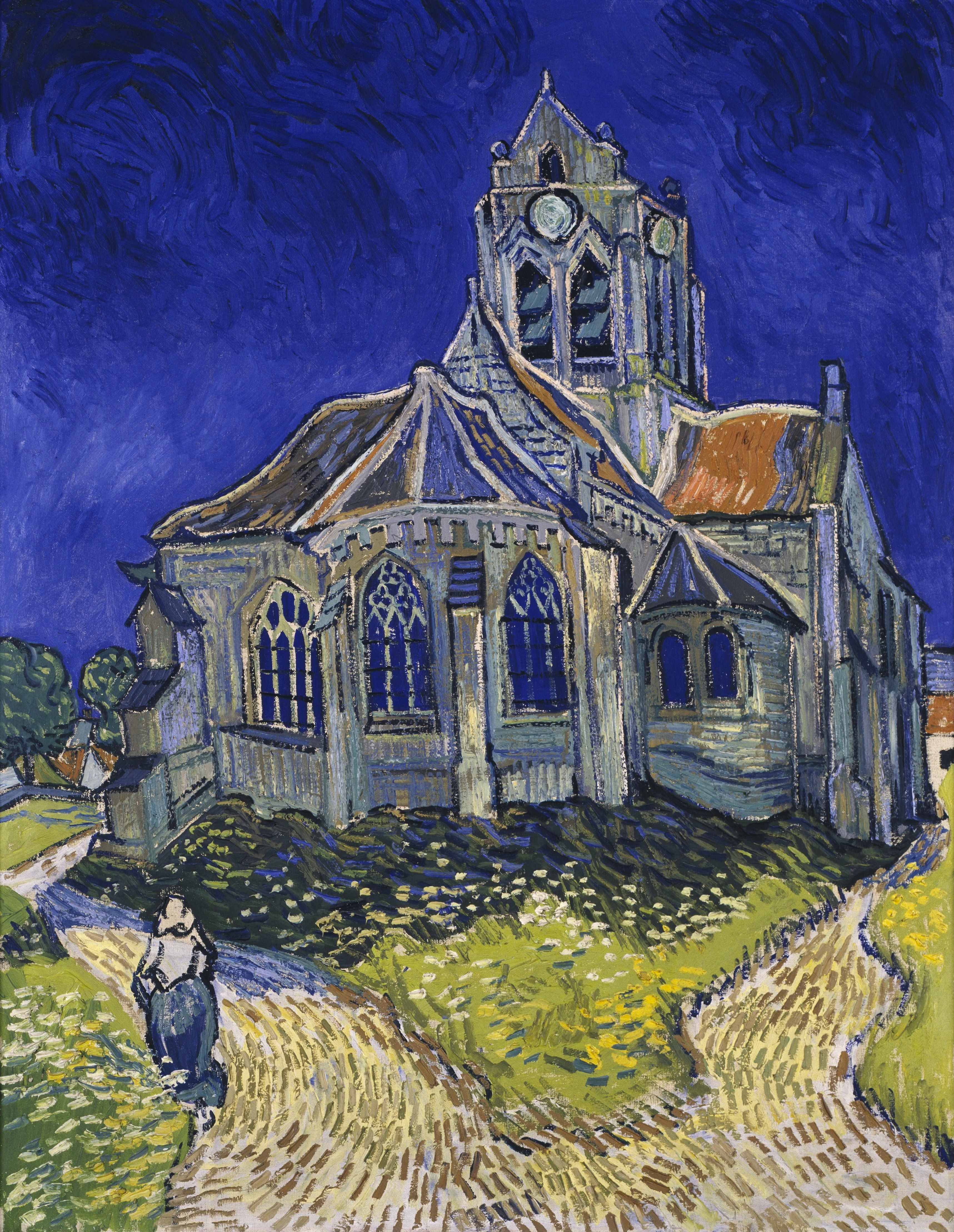
A Igreja de Auvers, pintura de Vincent van Gogh de 1890 onde aparece o rosto do Krafayis.

O Doutor leva Amy ao Museu de Orsay em Paris, onde admiram a obra do pintor pós-impressionista Vincent van Gogh. O Doutor descobre uma figura aparentemente alienígena em uma janela da pintura A Igreja de Auvers e decide viajar de volta no tempo para falar com ele. Na França em 1890, eles encontram Vincent em um café em Arles, um homem solitário e com má reputação. Vincent se abre ao notar Amy, sentindo uma perda da qual ela mesma não tem consciência. Eles descobrem que assassinatos recentes, nas quais as vítimas eram devastadas por algum tipo de fera, foram atribuídos a Vincent, e os dois decidem ajudá-lo.
Naquela noite, na casa de Vincent, o artista confessa que suas obras têm pouco valor para os outros, mas acredita que o universo está repleto de maravilhas que ele deve pintar. Amy é atacada por uma fera invisível que Vincent é capaz de ver e desenhar para o Doutor, que a identifica como um Krafayis, um predador cruel provavelmente abandonado na Terra. Sabendo que a fera aparecerá quando Vincent pintar a igreja na noite seguinte, o Doutor e Amy planejam se juntar a ele e depois partirão. Vincent fica perturbado com a notícia e se fecha em seu quarto, dizendo que no final todos o abandonam. O Doutor e Amy decidem capturar a fera, mas Vincent logo se junta a eles, ansioso para ajudar. Ele confidencia a Amy que se ela pode "continuar seguindo em frente, então Vincent van Gogh também pode".
Vincent começa a criar a pintura da igreja e logo avista a fera dentro dela. O Doutor exige que Amy fique para trás enquanto ele entra sozinho, mas ela e Vincent concordam que deveriam ajudá-lo. Vincent consegue salvar os dois, descrevendo as ações da fera enquanto eles se escondem nos confessionários; o Doutor logo percebe pelas descrições que a fera é cega, o provável motivo pelo qual foi abandonada. Ela então é empalada no cavalete de Vincent quando tenta atacá-lo. O Doutor tenta acalmar a criatura moribunda enquanto Vincent sente empatia por sua dor. Depois que ela morre, os três voltam para fora da igreja e Vincent descreve o céu noturno como ele o imagina: azul profundo, emoldurado por redemoinhos de ar.
No dia seguinte, o Doutor e Amy levam Vincent para o presente na TARDIS a sua exposição no Museu de Orsay, que fica surpreso e se emociona ao ouvir o Sr. Black, um curador de arte, dizer que Van Gogh foi "o maior pintor de todos" e "um dos maiores homens que já existiram". Eles então o devolvem ao passado e se despedem. À medida que o Doutor e Amy retornam ao presente, ela espera que haja várias outras pinturas de Vincent esperando por eles, mas em vez disso descobrem que ele ainda cometeu suicídio aos 37 anos. O Doutor explica que a vida é uma mistura de bom e ruim, e embora seu breve encontro com Vincent não tenha conseguido desfazer todo o mal, eles acrescentaram algo de bom à sua vida. A evidência está nas obras expostas de Vincent: o rosto não aparece mais na igreja e agora a pintura Vaso com 12 Girassóis traz a inscrição "Para Amy".

### Continuidade
As imagens do Primeiro e do Segundo Doutor são exibidas no dispositivo espelhado do Doutor e impressas na máquina de escrever da TARDIS. O episódio apresenta essa viagem como a compensação do Doutor a Amy pela morte de seu noivo Rory Williams no episódio anterior, evento o qual Amy não se lembra já que Rory foi consumido por uma rachadura no universo e assim apagado do tempo. Van Gogh é capaz de sentir a tristeza de Amy pela morte de Rory e o Doutor mais tarde acidentalmente se dirige a Amy e Vincent como Amy e Rory, respectivamente.

## Produção

### Roteiro
"Estou extremamente comovido com a vida e o destino de Van Gogh. Ele é provavelmente o único grande artista - em todos os formatos - que não recebeu nenhum elogio por seu trabalho. Se você olhar para Dickens, Chaucer, Shakespeare, Michaelangelo, Leonardo Da Vinci... todos imensamente famosos em suas vidas. E então esse artista incrivelmente popular, sem nenhum elogio, literalmente vendendo uma pintura. Foi esse pensamento que inicialmente me fez pensar se poderíamos ou não usar a viagem no tempo para consertar isso. Essa foi a inspiração inicial para escrever o episódio."

Richard Curtis
O escritor Richard Curtis foi anteriormente produtor executivo da paródia The Curse of Fatal Death, uma comédia especial escrita para a Comic Relief pelo então showrunner da série, Steven Moffat. Baseado nesta experiência, Moffat pediu a Curtis para escrever um episódio para Doctor Who. O roteirista gostava dos episódios históricos da série e se sentiu confortável em escrever um. Ele tinha a ideia de uma história centrada em Van Gogh por "muito tempo" e estava particularmente interessado no fato dele nunca saber que seria famoso, bem como em sua história inspiradora. Curtis também estava interessado na depressão e no preço pago por ela. Ele queria transmitir que o Doutor poderia reescrever o tempo, mas os "demônios" de Van Gogh estavam fora de seu alcance. Moffat estava "entusiasmado" com a ideia da história.
Curtis pediu a Moffat que criticasse "tudo e qualquer coisa" e mais tarde disse que ele foi muito honesto. O produtor executivo Piers Wenger e o diretor Jonny Campbell também revisaram o roteiro. Moffat disse a Curtis que o episódio precisava "começar mais rápido" e que o encontro com o Doutor e Vincent era "chato" e precisava ser algo "fofo" como Curtis havia feito em seus filmes. Ele também notou que o Doutor não falava tanto quanto Curtis havia escrito e recomendou que o roteirista assistisse alguns episódios para ver que o personagem era "bastante eficiente na maneira como falava". Curtis gostou da experiência, comentando que foi "divertido" trabalhar dentro dos limites, em vez de fazer tudo sozinho. Depois de ver uma leitura de roteiro realizada pelos protagonistas, Matt Smith e Karen Gillan, ele fez mais alterações. Ele comentou que foi fácil escrever para eles porque eram "tão encantadores, modernos e descontraídos". O título original para o episódio era "Eyes that See the Darkness", mas foi vetado.
Curtis queria escrever para Doctor Who porque pensou que seria algo que seus filhos gostariam. Ao escrever o roteiro, ele colocou gravuras das pinturas de Van Gogh pela casa, bem como um quadro com fichas descrevendo o enredo. Seus filhos o ajudaram a ter algumas ideias. Gillan comentou que a história tinha um estilo e abordagem diferente e era mais voltada para os personagens. Embora fosse um assunto sobre o qual ele sabia "bastante", Curtis ainda leu uma biografia de 200 páginas sobre Van Gogh, que era mais pesquisa do que ele normalmente teria feito se estivesse trabalhando em outros projetos; ele levou o pintor muito a sério. Como tal, ele queria ser "verdadeiro em vez de cruel" e se recusou a escrever qualquer piada sobre as orelhas dele depois que ele cortou uma delas. No entanto, ele incorporou outros tipos de humor, pois naturalmente queria "tentar tornar as coisas engraçadas".

### Elenco e filmagem

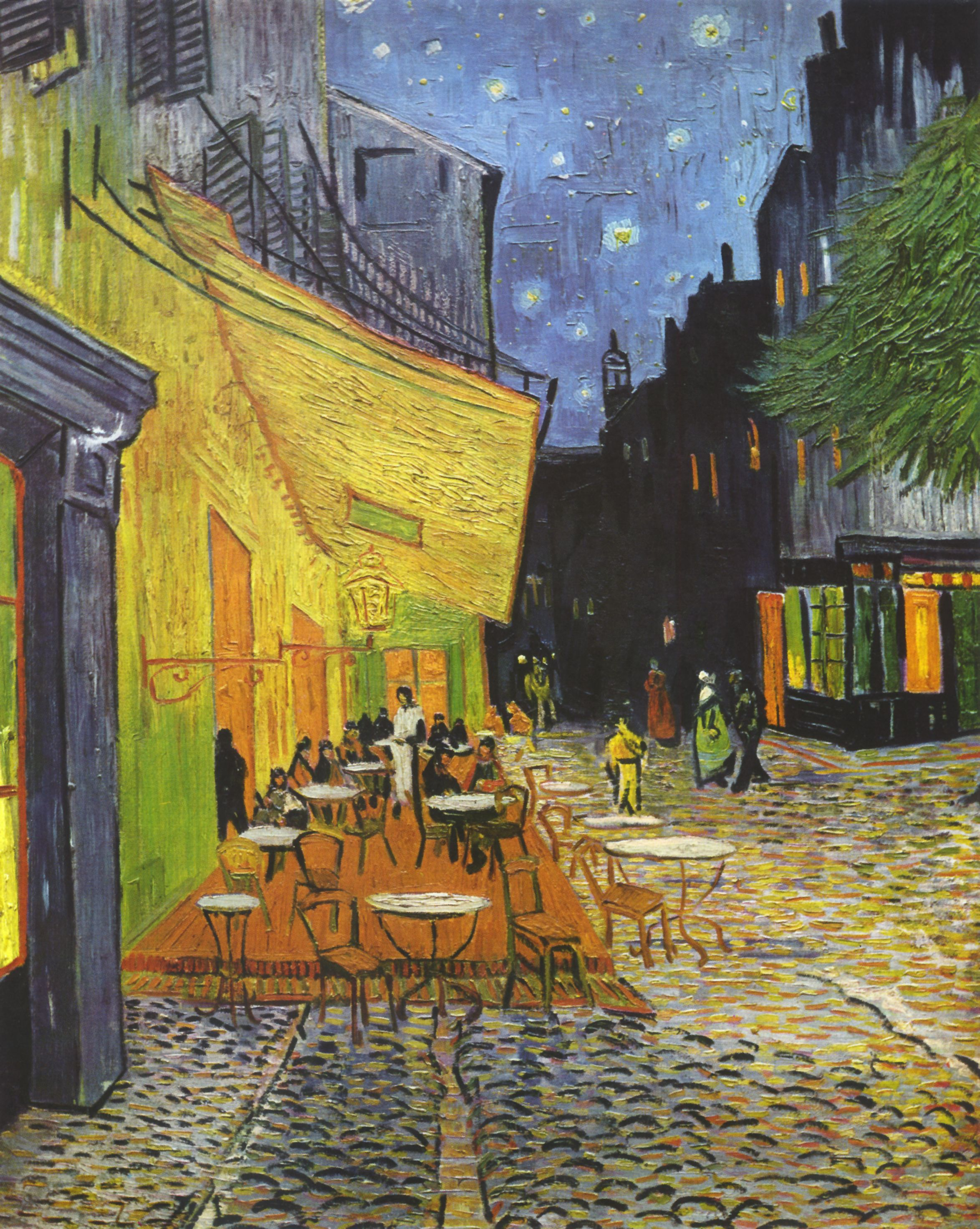
O departamento de arte refez um café na Croácia para se parecer com o da pintura Terraço do Café à Noite.

Curtis afirmou que escalar um ator para interpretar Van Gogh foi feito com cuidado, pois ele queria que o público se sentisse como o pintor e não "como um cara que eles viram atuando em muitos outros papéis, com uma peruca laranja". Tony Curran foi escalado para o papel; Curtis o chamou de "ator maravilhoso" que "realmente não poderia se parecer mais" com Van Gogh. Curran, Smith e Gillan se conheceram muito bem, o que Gillan esperava que ficasse evidente em sua química no episódio. Bill Nighy aparece não-creditado como Dr. Black, o especialista em van Gogh do Museu de Orsay. Nighy foi considerado para o papel do Nono Doutor quando Doctor Who foi retomado. Jonny Campbell afirmou que eles tiveram "muita sorte" de ter Nighy no episódio, que ele acreditava ser alguém em quem as pessoas prestavam atenção, e o público precisava prestar atenção em seu personagem enquanto ele dizia fatos que se tornariam importantes mais tarde na história.
Cenas ambientadas na Provença foram filmadas em Trogir, Croácia, no mesmo bloco de produção de "The Vampires of Venice", que mostra a cidade retratando a Veneza do século XVI. As filmagens ocorreram por volta de novembro de 2009. O Museu Nacional do País de Gales serviu para retratar o interior do Museu de Orsay. Alguns dos cenários pretendiam fazer referência a pinturas, como o quarto de van Gogh.  Um desses cenários foi o café onde o Doutor e Amy conheceram o personagem, que foi modelado a partir da pintura Terraço do Café à Noite. Isto revelou-se um desafio para o departamento de arte, que procurou extensivamente um edifício adequado na Croácia para utilizar. Assim que encontraram o que queriam, tiveram que redesenhá-lo para se parecer com a pintura; isso envolveu colocar um toldo, trocar as janelas e adicionar uma plataforma com mesas e cadeiras. A música tocada durante a cena final é "Chances" da banda de rock britânica Athlete.

## Transmissão e recepção
"Vincent and the Doctor" foi transmitido pela primeira vez no Reino Unido na BBC One e BBC HD em 5 de junho de 2010. A avaliação inicial da audiência durante a noite de estreia mostrou que o episódio foi assistido por cinco milhões de pessoas, o segundo programa mais assistido do dia e o primeiro na BBC One. Quando a audiência final consolidada foi calculada, os telespectadores aumentaram para 6,76 milhões, com 6,29 na BBC One e mais 0,47 na BBC HD. Foi o segundo programa mais assistido na BBC One e o mais assistido na BBC HD. Recebeu um Índice de Apreciação do público de 86, considerado "excelente".
Após a transmissão original, foi oferecida aos telespectadores uma linha de apoio caso tivessem sido afetados pelas questões levantadas no programa. Sue Carroll, do The Mirror, discordou da medida, comentando sarcasticamente que a maioria das pessoas "foi afetada apenas pela questão do sotaque escocês de Van Gogh". O episódio foi lançado na Região 2 em DVD e Blu-ray em 6 de setembro de 2010 junto com "The Lodger", "The Pandorica Opens" e "The Big Bang". Foi então relançado como parte da coleção completa da quinta temporada em 8 de novembro do mesmo ano.

### Recepção critica

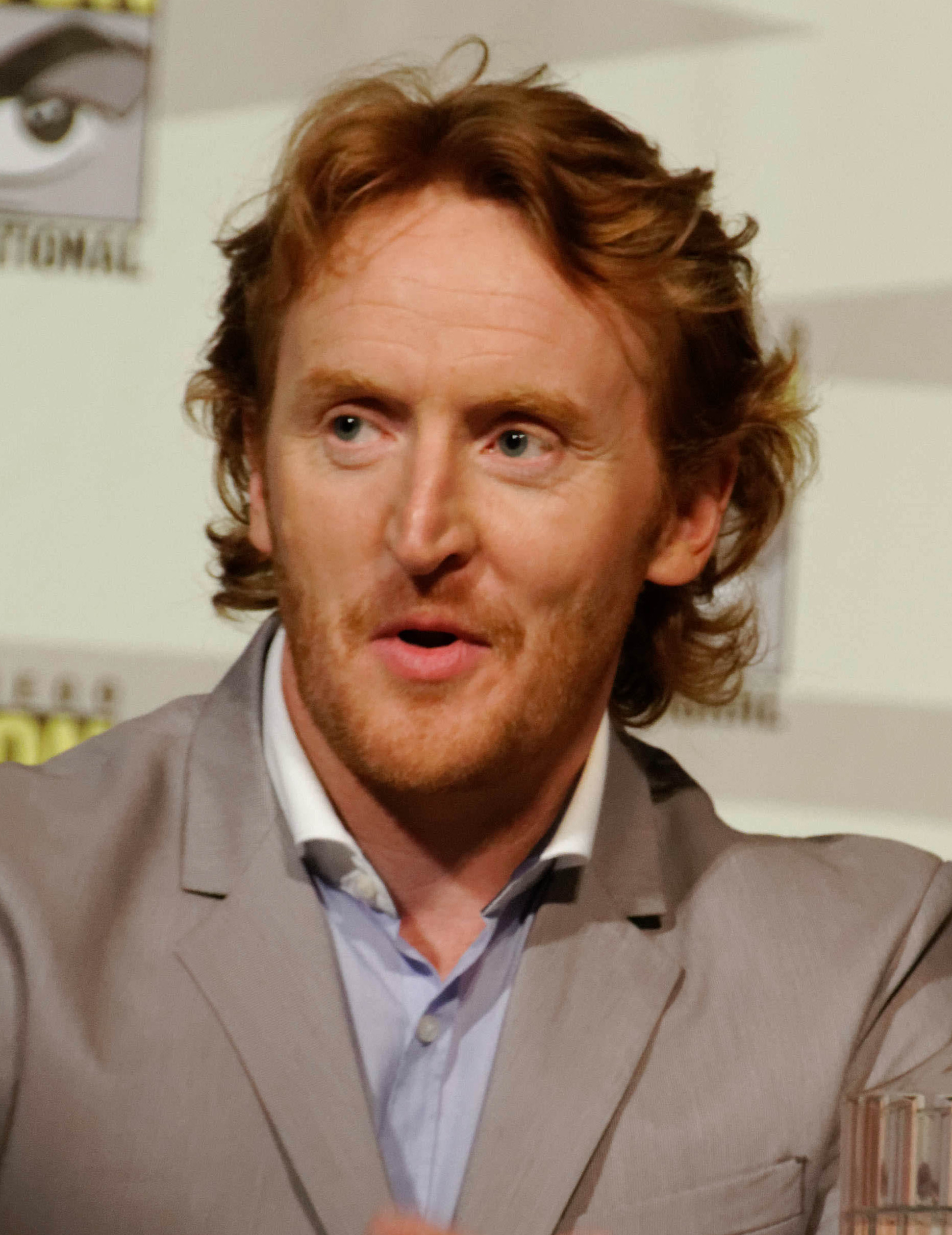
A interpretação de Tony Curran como van Gogh foi amplamente elogiada pelos críticos.

Desde a sua transmissão, "Vincent and the Doctor" recebeu críticas principalmente positivas. Dave Golder da SFX Magazine deu ao episódio cinco de cinco estrelas, chamando-o de "um episódio genuinamente mágico de Doctor Who, com muita atmosfera... e cheio de charme".  John Moore, escrevendo para o Den of Geek, também assumiu uma postura positiva em relação ao episódio, descrevendo-o como uma "afirmação da vida" como um fã de série e, embora tenha criticado alguns elementos da trama, da mesma forma escreveu positivamente sobre o final, acabando por achá-lo "totalmente inútil, mas absolutamente artístico". Keith Watson do Metro ficou surpreso com a "imaginação impressionante do mundo de Van Gogh", elogiando o humor de Curtis ao longo do episódio. Ele também elogiou a atuação de Curran como van Gogh, acreditando que, no que diz respeito à depressão do artista, os produtores "conseguiram capturá-la da forma certa" contra todas as probabilidades. Mark Lawson do The Guardian elogiou-o como "excepcionalmente bom" e "emocionante e engraçado, bem como educativo", observando seu "rigor histórico" e suas "boas piadas artísticas", enquanto Deborah Orr escreveu que foi "dificilmente original para alguém se deparar com a história [de van Gogh] como um arrancador de lágrimas, embora seja muito astuto pensar em colocá-la em um contexto popular de viagem no tempo" e que "a sensação de que fui gentilmente tomada por soluços de bem-estar e afirmação da vida por Richard Curtis não era nem um pouco novo".
Tom Sutcliffe do The Independent elogiou o episódio como "primeiro engenhoso e depois decididamente comovente", embora sentisse que alguns aspectos da trama teriam implicações mais amplas não abordadas no episódio, e permaneceu "friamente insensível" em relação à morte do Krafayis. Sam Wollaston do The Guardian gostou do episódio, considerando o diálogo de Curtis "espirituoso e inteligente" e, apesar de acreditar que alguns dos sentimentos morais expressos durante o episódio foram "tão sentimentais quanto um gloop açucarado", descreveu como a emoção do episódio finalmente o atingiu. No blog de filmes do The Guardian, Peter Bradshaw considerou "Vincent and the Doctor" um "episódio incrivelmente inteligente, engraçado, agradável e totalmente surreal". Ele elogiou o "diálogo inconfundível de Curtis" e o "final estrondosamente emocional do tipo que só Richard Curtis poderia fazer". Dan Martin, no blog regular do mesmo jornal sobre Doctor Who, foi mais crítico, escrevendo que seu "principal problema [era] que não parecia muito com uma história" da série e teria funcionado melhor se "a seção intermediária com o monstro fosse eliminada". Ele também criticou o roteiro por seus "altos níveis de ataques de sentimentalismo" e por "lançar possibilidades que não foram seguidas" e o monstro como uma "ideia posterior [que não posava]... nenhuma ameaça tangível". Ele elogiou o "ótimo desempenho" de Curran junto com o tratamento da depressão no episódio, concluindo, assim como Wollaston, de que ele gostou do episódio apesar de suas colocações.
Matt Wales, do IGN, deu uma classificação de 7,5 em 10. Ele foi positivo em relação a Curran e Gillan e que o episódio "finalmente nos deu uma Amy Pond tridimensional", mas achou que o "geralmente excelente" Smith "não tinha muito com que trabalhar". Ele também achou que os Krafayis eram "uma boa ideia" por ser uma metáfora, mas não era ameaçador, e rotulou o final emocional como "auto-indulgentemente piegas". Keith Phipps do The A.V. Club deu ao episódio uma nota "B−", explicando que "não funcionou muito bem" e sofria de problemas tonais.
Uma crítica mais negativa veio de Gavin Fuller no The Telegraph, que o criticou como um "episódio insípido e inconsequente que, uma vez estabelecido o que era uma premissa decente o suficiente... falhou completamente em segui-la". Ele comparou-o desfavoravelmente com o episódio da terceira temporada "The Shakespeare Code" por ser centrado em um "artista histórico atormentado", mas escreveu que faltava o "impulso narrativo" daquele episódio, com "um sério buraco na trama" na habilidade de van Gogh em ver a criatura e que o Krafayis foi "o monstro mais inútil que já apareceu na longa história da série". Ele também criticou o Doutor de Smith e escreveu que van Gogh ainda cometia suicídio, apesar da viagem ao Orsay ser "absurda". Ele, no entanto, elogiou "o discurso do Doutor sobre coisas boas e coisas ruins" e ficou grato por Curtis "evitar transformar o Doutor em um personagem desajeitado de Hugh Grant em suas comédias românticas", concluindo no entanto que "ele fez pouca coisa certa e o resultado foi uma decepção esmagadora".
Apesar da crítica de Fuller, a cena em que van Gogh visita sua exposição recebeu elogios especiais, com Curtis afirmando que ela havia transcendido o episódio.

### Prêmios e indicações
"Vincent and the Doctor" foi indicado ao Prêmio Bradbury de Melhor Apresentação Dramática no Prêmio Nebula de 2010 e ao Prêmio Hugo de 2011 na categoria de Melhor Apresentação Dramática (Forma Curta). No entanto, perdeu ambos; o Bradbury para o filme Inception e o Hugo para o final da temporada, "The Pandorica Opens"/"The Big Bang". No Constellation Awards do Canadá, Curran foi indicado (junto com Smith) para Melhor Ator e Curtis para Melhor Roteiro; Curran ficou em sexto lugar com 10% dos votos e Curtis ficou em segundo, perdendo para Inception de Christopher Nolan por 1% dos votos.